# Queen Emeraldas
Queen Emeraldas (クィーン・エメラルダス?, Kuīn Emerarudasu) è un manga scritto e disegnato da Leiji Matsumoto nel 1978 e pubblicato in Giappone dalla Kōdansha in 4 volumi. Tra il 1998 ed il 1999 è stato prodotto anche un OAV composto da 4 episodi. L'opera condivide personaggi con altri lavori di Matsumoto, quali Capitan Harlock e Galaxy Express 999.

## Trama
Hiroshi è un giovane orfano che vive sulla Terra subendo continui soprusi. Un giorno decise di recarsi sul pianeta Daibar per cercare i cristalli energetici, essenziali per coronare il suo sogno: costruire una sua nave per essere finalmente libero; però durante il viaggio la flotta di Alfries attacca la nave su cui si era imbarcato, e quando tutto sembra volgere al peggio ecco comparire una misteriosa nave che annienta la flotta nemica.
La nave si scoprirà essere la nave di Esmeraldas; dopo questo inaspettato intervento la vite dei due protagonisti si intrecceranno dando vita a due fantastici episodi.

## Media

### Manga
Il manga è stato scritto da Leiji Matsumoto e fu serializzato sulla rivista settimanale Weekly Shōnen Magazine edita da Kōdansha, dal 1978 al 1979. La stessa casa editrice ha poi raccolto i vari capitoli in quattro volumi tankōbon.
In Italia la serie è stata pubblicata da Hazard Edizioni dal 30 luglio al 30 dicembre 2005.

#### Volumi
| Nº | Data di prima pubblicazione | Data di prima pubblicazione | Data di prima pubblicazione |
| Nº | Italiano                    | Italiano                    |                             |
| -- | --------------------------- | --------------------------- | --------------------------- |
| 1  | 30 luglio 2005              | ISBN 978-88-75-02041-5      |                             |
| 2  | 30 settembre 2005           | ISBN 978-88-75-02042-2      |                             |
| 3  | 30 ottobre 2005             | ISBN 978-88-75-02043-9      |                             |
| 4  | 30 dicembre 2005            | ISBN 978-88-75-02044-6      |                             |

### OAV
Un adattamento OAV venne prodotto dagli studi d'animazione Oriental Light and Magic, per i primi due episodi e Bandai Visual, per il terzo ed il quarto, e fu pubblicato in home video dal 10 giugno 1998 al 18 dicembre 1999.
In Italia la serie giunse nel 2002 ma si fermò agli episodi 1 e 2, usciti in VHS editi da Dynamic Italia, la quale però non portò a termine l'opera.

#### Episodi
| Nº | Titolo italiano Giapponese 「Kanji」 - Rōmaji     | Prima edizione   | Prima edizione |
| Nº | Titolo italiano Giapponese 「Kanji」 - Rōmaji     | Giapponese       | Italiano       |
| 1  | Departure 「無限への旅立ち」 - Tabidachi          | 10 giugno 1998   | 2002           |
| 2  | Eternal Emblem 「不滅の紋章」 - Fumetsu no Monshô | 10 luglio 1998   | 2002           |
| 3  | Friendship 「宿命の絆」 - Shukumei no Kizuna      | 25 agosto 1999   | -              |
| 4  | Siren 「サイレンの女神」 - Siren no Megami        | 18 dicembre 1999 | -              |

#### Doppiaggio
| Personaggio     | Doppiatore originale | Doppiatore italiano |
| --------------- | -------------------- | ------------------- |
| Emeraldas       | Reiko Tajima         | Cinzia De Carolis   |
| Hiroshi Umino   | Megumi Hayashibara   | Massimiliano Alto   |
| Lou Row         | Ken'ichi Ogata       | Vittorio Stagni     |
| Tochiro Oyama   | Kōichi Yamadera      | Marco Mete          |
| Capitan Harlock | Makio Inoue          | Sergio Di Stefano   |

#### Sigle
Sigla di apertura
- Queen Emeraldas di Tamami Matsumoto

Sigle di chiusura
- Silent Song di Tamami Matsumoto
- Hitori Demo Hitori De wa nai di Lily

Brani inseriti
- Hitori demo Hitori dewa nai (ひとりでもひとりではない?) di Lily (ep. 3)
- A Sense of Revenge di Lily (ep. 4)